# Chongxian (sockenhuvudort i Kina, Jiangxi Sheng, lat 26,55, long 115,34)
Chongxian är en sockenhuvudort i Kina. Den ligger i provinsen Jiangxi, i den sydöstra delen av landet, omkring 240 kilometer söder om provinshuvudstaden Nanchang. Antalet invånare är 22 616. Befolkningen består av 11 004 kvinnor och 11 612 män. Barn under 15 år utgör 25,0 %, vuxna 15-64 år 65 %, och äldre över 65 år 9,0 %.
Runt Chongxian är det ganska tätbefolkat, med 192 invånare per kvadratkilometer. Närmaste större samhälle är Gaoxing, 14,2 km söder om Chongxian. I omgivningarna runt Chongxian växer i huvudsak blandskog.
Genomsnittlig årsnederbörd är 1 925 millimeter. Den regnigaste månaden är maj, med i genomsnitt 327 mm nederbörd, och den torraste är oktober, med 21 mm nederbörd.